# Grace de Monaco (film)
Pour les articles homonymes, voir Grace Kelly (homonymie) et Grace Kelly.
Pour plus de détails, voir Fiche technique et Distribution.
Grace de Monaco (Grace of Monaco) est un film semi-biographique[évasif] franco-américain réalisé par Olivier Dahan et sorti en 2014. Il met en scène Nicole Kidman dans le rôle de Grace Kelly. Il est le film d'ouverture du Festival de Cannes 2014.

## Synopsis
Lorsqu'elle épouse Rainier en 1956, l'actrice Grace Kelly croit avoir trouvé le prince charmant alors que cette union serait une mise en scène du Vatican. Elle est en effet devenue la princesse d'« un royaume sans cœur », comme le révèle le prêtre Francis Tucker, confident du couple princier , une principauté d'opérette dont les habitants sont la populace naïve. Six ans plus tard, la princesse désabusée et qui a le mal du pays veut divorcer. Son mari « cassant et macho » est souvent absent, le couple fait chambre à part, elle est cernée par les intrigues de cour et ne supporte plus le protocole strict de sa « cage dorée ».
Le film se concentre sur l'année 1962 où la princesse Grace Kelly hésitait jusqu'alors entre sa famille et sa carrière dans le cinéma, refusant la proposition d'Alfred Hitchcock de jouer dans Marnie,. Par soumission conjugale, elle décide de remplir son devoir d'épouse de chef d'État, déjouant le « coup d'État » ourdi par sa belle-sœur Antoinette de Monaco, espionne à la solde du gouvernement français et obtenant carte blanche de son époux pour régler le conflit fiscal qui oppose Monaco à la France.
Selon le journaliste Pierre Abramovici, « au début du film, Grace Kelly est montrée comme une gourde en politique. Puis, peu à peu, elle devient celle qui dénoue le conflit entre la France et Monaco ».

## Fiche technique
- Titre original : Grace de Monaco
- Titre original : Grace of Monaco

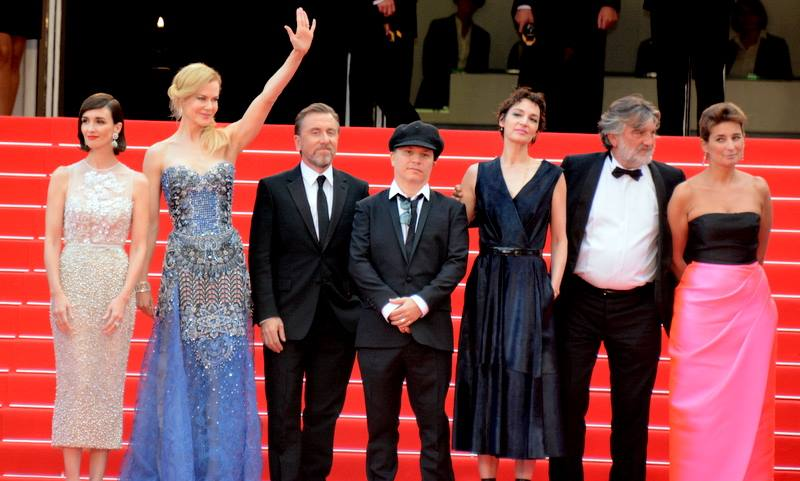
L'équipe du film lors du festival de Cannes 2014.

- Accroche : Le plus beau rôle de sa vie
- Réalisateur : Olivier Dahan
- Scénario : Arash Amel (en)
- Photographie : Éric Gautier
- Montage : Olivier Gajan
- Décors et direction artistique : Dan Weil
- Costumes : Gigi Lepage
- Production : Arash Amel, Uday Chopra, Pierre-Ange Le Pogam

Coproducteurs : Jeremy Burdek, Nadia Khamlichi, Adrian Politowski et Gilles Waterkeyn
Producteurs délégués : Didier Hoarau, Stéphane Lhoest et Jonathan Reiman
- Sociétés de production : Stone Angels, YRF Entertainment, uFilm, Lucky Red, TF1 Films Production, Canal+ et Silver Reel
- Distribution : The Weinstein Company, Gaumont Distribution
- Pays d'origine :  France,  États-Unis,  Belgique,  Italie,  Suisse
- Langues originales : anglais et français
- Genre : biographique
- Filmé en grande partie en Belgique
- Durée : 103 minutes
- Dates de sortie[8] :
  - France : 14 mai 2014[9] (sortie nationale et ouverture du Festival de Cannes 2014)
  - États-Unis : 25 mai 2015 (diffusion sur Lifetime)[10]

## Distribution
- Nicole Kidman (V. F. : Julie Gayet) : Grace Kelly
- Tim Roth (V. F. : Laurent Stocker) : Prince Rainier III de Monaco
- Frank Langella (V. F. : Féodor Atkine) : Père Francis Tucker
- Milo Ventimiglia (V. F. : Jean-Christophe Dollé) : Rupert Allan
- Parker Posey (V. F. : Hélène Babu) : Madge Tivey-Faucon
- Paz Vega (V. F. : Sylvia Bergé) : Maria Callas
- Geraldine Somerville : Princesse Antoinette de Monaco
- Robert Lindsay (V. F. : Didier Flamand) : Aristote Onassis
- Roger Ashton-Griffiths (V. F. : Philippe Faure) : Alfred Hitchcock
- Derek Jacobi (V. F. : Philippe Laudenbach) : Comte Fernando D'Aillieres
- Nicholas Farrell (V. F. : Jean-Louis Cassarino) : Jean-Charles Rey
- Olivier Rabourdin : Émile Pelletier
- Jean Dell : Bob Denard
- Jeanne Balibar (V. F. : elle-même) : Comtesse de Baciocchi
- Flora Nicholson : Phyllis
- Bruno Bernard : le messager
- André Penvern (V. F. : lui-même) : Charles de Gaulle
- Yves Jacques (V. F. : lui-même) : Maurice Delavenne, ministre de l'Intérieur
- Jérémie Covillault : M. sécurité du palais
- Pascaline Crêvecoeur (en) : l'habilleuse de Grace Kelly
- Philip Delancy : Robert McNamara
- Jean Vincentelli : Invité bateau.
- Fabien Baïardi : le policier du marché

Source et légende : Version française (V. F.) sur le site d’AlterEgo (la société de doublage) et selon le carton de doublage.

## Production
Le film est tourné à la fin de l'année 2012 et début 2013. Plusieurs décors naturels furent utilisés : le casino de Monte-Carlo pour une soirée de gala, Menton pour une scène sur un marché, le phare de la Garoupe à Antibes, Grasse, Juan-les-Pins, Vintimille, Gênes, au Parlement de Bruxelles. 
Olivier Dahan explique ne pas être satisfait du montage et accuse Harvey Weinstein, le distributeur du film aux États-Unis, d'avoir déformé son œuvre,.

## Réception
Le film est sifflé lors de sa projection à la première du festival de Cannes et reçoit des critiques très négatives d'une partie de la presse. Le Daily Telegraph le qualifie de « mélodrame fantastiquement idiot », le journal The Guardian parle d'une « catastrophe époustouflante ». Le film est qualifié « d'europudding royal mineur […] sous-Vacances romaines » par Screen International. Le Monde titre, lui, ironiquement « Grace de Monaco : fenêtre sur four » et qualifie le film d'affligeant. Le Nouvel Observateur suit la ligne du Monde en titrant « Disgrâce de Monaco » et parlant d'« un film plat […] tout à fait insipide ». Critikat est hostile sur le message du film et son esthétique publicitaire. De son côté, L'Express le reçoit plutôt positivement, soulignant entre autres qu'« il faut saluer la démarche de Dahan et de son scénariste » et que « Nicole Kidman, glamour toujours, est impeccable ».
Selon le journal The Daily Mirror, le film a rejoint la liste des plus grands « flops » de l'histoire du cinéma.

## Rapport avec les faits historiques
La famille princière de Monaco, très critique sur le synopsis loin de la réalité, n'a souhaité être associée en aucune manière au film. L'historien Jean des Cars, spécialiste de la famille princière monégasque, déclare qu'« historiquement, politiquement, sociologiquement et humainement, il n'y a pas une scène ni une réplique qui soit conforme à la réalité ni même à la vraisemblance ». Le « blocus » de 1962 fut en effet très dramatisé pour le film. Olivier Dahan met en avant son droit à la fiction : « Je suis un artiste, pas un historien ».

## Distinctions

### Nominations et sélections
- Festival de Cannes 2014 : sélection hors compétition et film d'ouverture du festival le 14 mai 2014[7]